# Novoseleane, Kiustendil
Novoseleane (în bulgară Новоселяне) este un sat în comuna Bobov Dol, regiunea Kiustendil,  Bulgaria. 

## Demografie
Componența etnică a satului Novoseleane
     Bulgari (100%)
     Nicio identificare (0%)
     Altele (0%)
La recensământul din 2011, populația satului Novoseleane era de 75 locuitori. Din punct de vedere etnic, toți locuitorii erau bulgari.